# Frans Haks

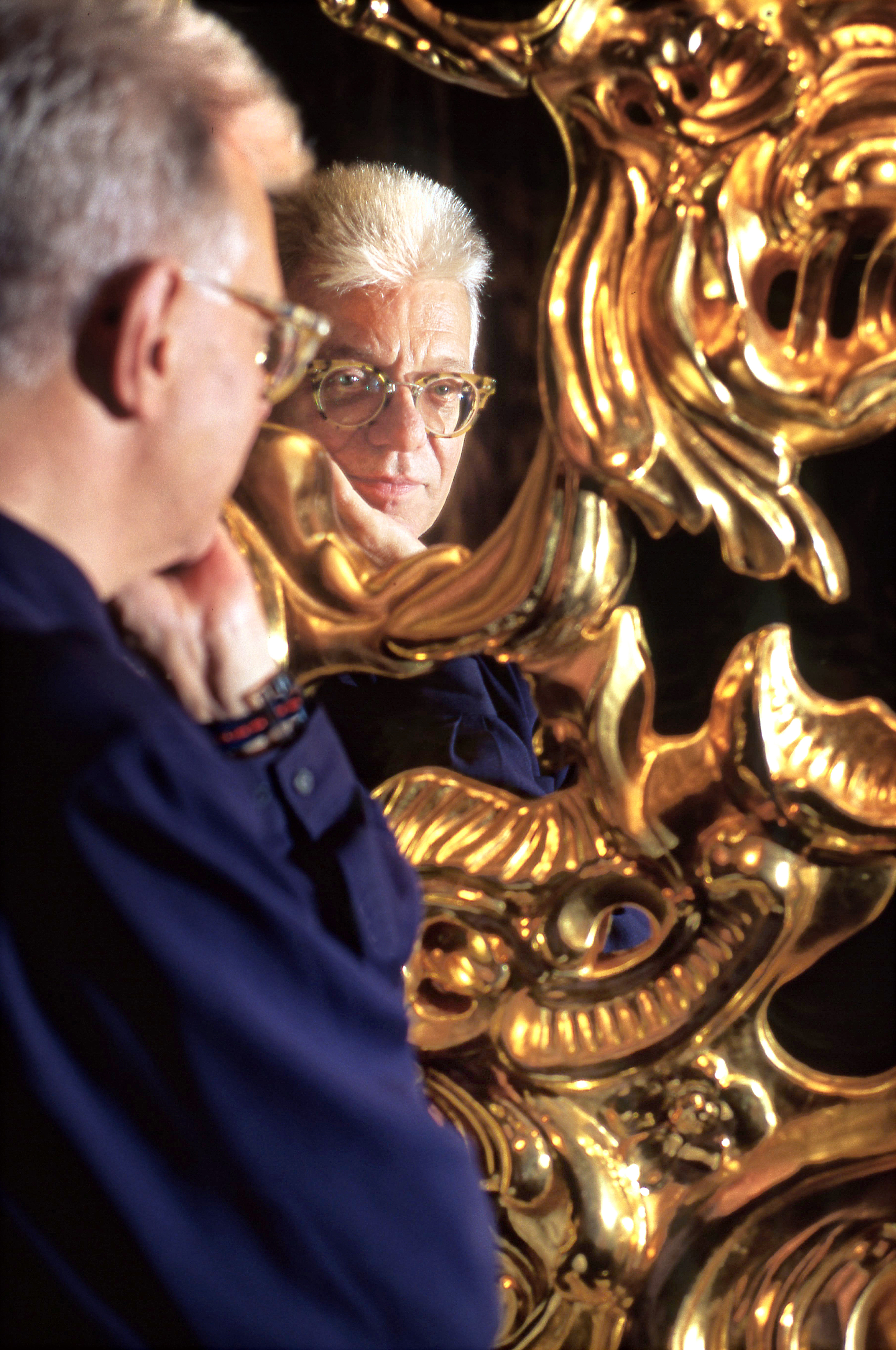
Frans Haks, Groninger Museum 1994

Franciscus Johannes Jacobus Maria Haks (* 30. August 1938 in Zeist; † 23. Dezember 2006 in Amsterdam) war ein niederländischer Kunsthistoriker. Von 1978 bis 1995 leitete Haks als Direktor das Groninger Museum.

## Leben

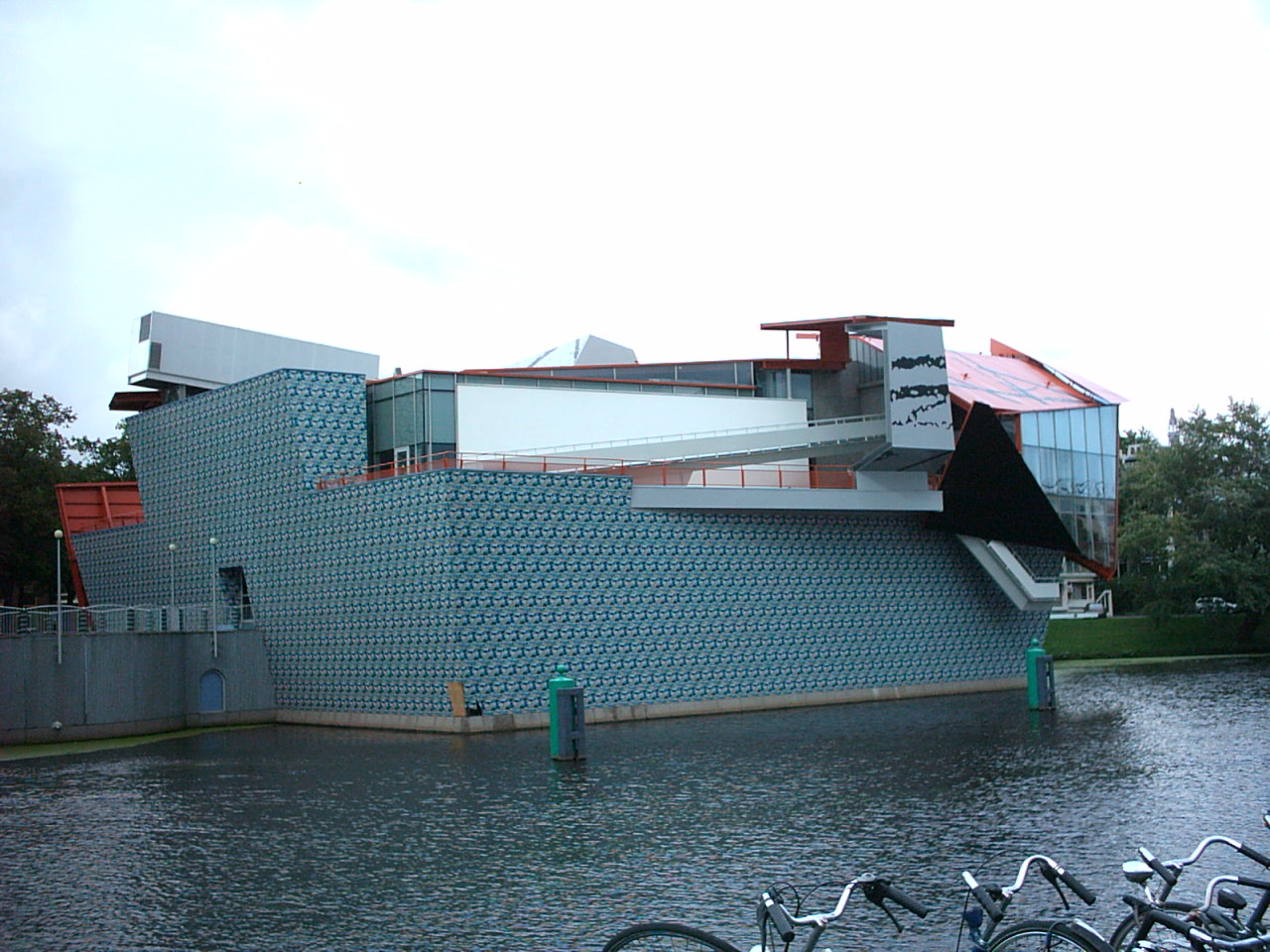
Groninger Museum von Osten

Haks studierte Kunstgeschichte in Utrecht. Im Studium galt sein besonderes Interesse der frühchristlichen Kunst. Nach dem Examen arbeitete er von 1961 bis 1965 am Erzbischöflichen Museum in Utrecht. Danach war Haks am Kunsthistorischen Institut der Universität Utrecht tätig, wo er 1966 Bibliothekar wurde. Infolge seiner Initiative kam es 1968 zur Gründung einer Arbeitsgruppe Moderne Kunst, deren Dozent er 1970 wurde.
Im Jahr 1978 übernahm Haks als Direktor die Leitung des Groninger Museums. Während seiner Amtszeit entstand von 1992 bis 1994 ein Museumsneubau. Die Pläne entwickelte der Designer Alessandro Mendini in Zusammenarbeit mit den Architekten Michele de Lucchi, Philippe Starck und Coop Himmelb(l)au. Im Auftrag von Haks hatte der Designer Mendini mit der Erstellung eines Konzeptes für ein neues Museum 1987 beginnen können.
Hinsichtlich der zeitgenössischen Kunst verfolgte Haks als Museumsdirektor das Ziel, möglichst früh die Werke einer zukünftigen Avantgarde zu entdecken. Die Ausstellung Haks was here (1999/2000) im Groninger Museum zeigte den Einfluss von Kuratoren auf die öffentliche Rezeption von Kunstwerken auch am Beispiel der italienischen Künstler Mimmo Paladino, Enzo Cucchi und Francesco Clemente. Es sind Künstler, die zur Transavantgarde gezählt werden.

## Auszeichnungen
- 1990: Theo Limperg-Preis

## Veröffentlichungen
- Mülheimer Freiheit. Groninger Museum, Groningen 1981
- Mit Alessandro Mendini: Scetchbook / Schetsboek. Groninger Museum, Groningen 1988
- Georg Csonka. Galerie Kaess-Weiss, Stuttgart 1993
- Mit Joseph Beuys: Das Museum. Ein Gespräch über seine Aufgaben, Möglichkeiten, Dimensionen. FIU-Verlag, Wangen 1993
- Een calculerende terrier. Logboek Groninger Museum 1986–1995. Amsterdam 1997